# Skalopil, Cernivți
Skalopil (în ucraineană Скалопіль) este un sat în comuna Lozove din raionul Cernivți, regiunea Vinnița, Ucraina.

## Demografie
Componența lingvistică a localității Skalopil
     Ucraineană (100%)
Conform recensământului din 2001, toată populația localității Skalopil era vorbitoare de ucraineană (100%).